# Kimon (myntgravör)
Kimon (grekiska: Κίμων) var en grekisk myntgravör på 300-talet f.Kr.
Kimon levde i Syrakusa under tyrannen Dionysios regeringstid. Ett av den tidens och hela den grekiska antikens bästa mynt, som på framsidan visar källnymfen Arethusas huvud, omgivet av delfiner, bär på den nedersta av dessa namnet Kimon. På baksidan ses ett fyrspann, som just är nära att vinna seger.